# I Wanna Be the Guy
I Wanna Be the Guy: The Movie: The Game, comumente chamado I Wanna Be the Guy e abreviado como IWBTG, é um jogo eletrônico de plataforma 2D independente lançado em 5 de outubro de 2007. Com um alto nível de dificuldade, foi desenvolvido pelo designer Michael "Kayin" O'Reilly. No começo do jogo, é mostrada uma paródia da abertura do jogo Mega Man II.

## Jogabilidade
O jogador controla um menino chamado "The Kid" (ou "A Criança") que deve explorar um grande mapa repleto de armadilhas, que vão desde passagens falsas a queda ocasional de maçãs e espinhos letais, com o objetivo de se tornar "The Guy" (ou "O Cara"). As armadilhas geralmente só são ativadas quando o jogador está prestes a atingí-las, tornando o jogo difícil. Diversas partes do jogo são ambientadas em cenários retrô, retiradas de jogos como The Legend of Zelda e Castlevania. Após conseguir passar pelos diversos cenários, deve-se destruir um dos chefes. 
A dificuldade do jogo pode ser selecionada quando ele é iniciado, podendo ser Média, Difícil, Muito Difícil ou Impossível. A seleção de quaisquer dessas dificuldades não afeta o gameplay em si, mas sim a distribuição dos Save Points, que serão mais raros quanto maior a dificuldade selecionada. Sendo assim, a dificuldade Impossível não possui Save Points, e a dificuldade Média possui a maior abundância possível. No entanto, selecionar a dificuldade Média também faz "The Kid" usar um laço na cabeça, e os Save Points passam a dizer "WUSS" (ou "covarde") ao invés de "SAVE" (ou "salvar"). 
As habilidades do protagonista consistem em pular (incluindo o tradicional "pulo duplo") e atirar com uma arma de munição ilimitada para atacar inimigos, ativar mecanismos e salvar o jogo. Além disso, há paredes especiais verdes em determinadas partes do jogo nas quais Kid pode se agarrar e escalar, e paredes listradas (amarelas e pretas) que possuem a mesma característica, com o diferencial de permitirem que se dê um pulo bem mais distante para longe delas.  
Ao destruir todos os seis chefes do mapa principal (vale notar que em certo momento se enfrentam três chefes em seguida, e se forem considerados individualmente o número chega a oito), é permitido ao jogador ir ao "Castelo do Cara". No caminho ele enfrenta o Devil Dragon, em seguida explora o interior do lugar e finalmente confronta "The Guy".
Ao se terminar o jogo em qualquer dificuldade, o jogador ganha a opção de se teleportar entre diferentes partes do mapa, podendo enfrentar novamente chefes e desafios diversos. Todos os chefes são adaptações de personagens clássicos de jogos antigos, exceto pelo último.

## Chefes
- Mike Tyson
- Mecha Birdo
- Conde Drácula
- Kradgief
- Mother Brain
- Bowser
- Wart
- Dr. Wily
- Dragon Devil
- The Guy